# Hannu Taina
Hannu Taina (* 21. März 1941 in Helsinki, Finnland; † 24. April 2025) war ein finnischer Designer, Grafiker, Illustrator und Autor.

## Leben
Taina studierte in den Jahren von 1959 bis 1962 an der Hochschule für Kunst und Design Helsinki der Aalto-Universität  in der Hauptstadt Finnlands. Ab 1963 war er als Grafiker und Buchillustrator bekannt, unter anderem für die Werke der Kinderbuchautorin Elina Karjalainen und ihre Figur Uppo-nalle. 

## Preise und Auszeichnungen
Seit 1973 wurde er sowohl national als auch international für seine grafischen Arbeiten ausgezeichnet. Dazu gehören
- 1976, 1986 und 1987: Rudolf Koivu-Preis für finnische Grafiker.

## Werke
Eigenes Buch
- 1992: Matti ja krokotiili.
  - deutsch 1994: Matti und sein Krokodil, Bohem-Pres, Zürich/Kiel/Wien 1994, ISBN 3-85581-259-4.
- 1994: Matti ja kaikkien aikojen kesä.
- 2002: Matti ja salakallio.

Illustrationen
- 1988: Raija Siekkimen: Die Schönste im ganzen Land, nacherzählt von Gina Ruck-Pauquet. Neuer Finken-Verlag, Oberursel, ISBN 3-8084-1154-6.
- 1987: Raija Siekkimen: Tyttö, puu j peili. Otava, Helsinki, ISBN 951-1-09729-6.
- 1987: Elina Karjalainen: Uppo-nalle ja erakko. Söderström, Porvoo/Helsinki, ISBN 951-0-14606-4.
- 1986: Raija Siekkimen: Herra kuningas. Otava, Helsinki, ISBN 951-1-08755-X.
- 1985: Arja Tahvola: Markku ikmies. Sanoma, Helsinki, ISBN 951-9135-52-9.
- 1985: Elina Karjalainen: Uppo-nallen kootut runot;U ponneen kanseu lauluja. Söderström, Porvoo. ISBN 951-0-12838-4.
- 1984: Bo Carpelan: Pitza, aus dem schwedischen übersetzt von Tuomas Anhava, (Originaltitel: Gården). Otava, Helsinki, ISBN 951-1-07681-7.
- 1983: Ritva Toivola: Kapteeni Vaskiparta. Weilin + Göös, Espoo, ISBN 951-35-2935-5.